# Brecon Beacons
Les Brecon Beacons (en anglais : Brecon Beacons [ˈbrekən ˈbiːkən], en gallois : Bannau Brycheiniog [ˈbanai̯ brəˈχəi̯njɔɡ]) sont un massif montagneux du Sud du pays de Galles.

## Géographie
Les Brecon Beacons se trouvent au nord des vallées minières, à quelques kilomètres de Cardiff et Swansea. Leur point culminant est Pen y Fan, à 886 mètres d'altitude, suivi de Corn Du (873 m), Cribyn (795 m) et Fan y Bîg (719 m). L'Usk y prend sa source.
Au sens large, les Brecon Beacons intègrent les massifs de Black Mountain (en) et Fforest Fawr (en) à l'ouest.
Ils font partie du parc national des Brecon Beacons.